# Atuna cordata
Atuna cordata är en tvåhjärtbladig växtart som beskrevs av Ghillean `Iain' Tolmie Prance och Cockburn. Atuna cordata ingår i släktet Atuna och familjen Chrysobalanaceae. IUCN kategoriserar arten globalt som sårbar. Inga underarter finns listade i Catalogue of Life.